# Tribunal d'instance d'Huningue
Le tribunal d'instance d'Huningue est un monument historique situé à Huningue, dans le département français du Haut-Rhin.

## Localisation
Ce bâtiment est situé au 10, rue des Boulangers à Huningue.

## Historique
L'édifice fait l'objet d'une inscription au titre des monuments historiques depuis 1992.